# Colias thrasibulus
Colias thrasibulus är en fjärilsart som beskrevs av Hans Fruhstorfer 1908. Colias thrasibulus ingår i släktet Colias och familjen vitfjärilar. Inga underarter finns listade i Catalogue of Life.